# Vranov nad Dyjí - základní škola
Vranov nad Dyjí - základní škola este o arie protejată (arie specială de conservare — SAC, sit de importanță comunitară — SCI) din Republica Cehă întinsă pe o suprafață de 0,1 ha, integral pe uscat.

## Localizare
Centrul sitului Vranov nad Dyjí - základní škola este situat la coordonatele 48°53′48″N 15°48′35″E / 48.896667°N 15.809722°E.

## Înființare
Situl Vranov nad Dyjí - základní škola a fost declarat sit de importanță comunitară în aprilie 2005 pentru a proteja 1 specie de animale. Situl a fost protejat și ca arie specială de conservare în iulie 2012.

## Biodiversitate
Situată în ecoregiunea continentală, aria protejată nu include niciun habitat protejat.
La baza desemnării sitului se află o specie protejată de  mamifere: liliac cărămiziu (Myotis emarginatus).